# John Innes Centre

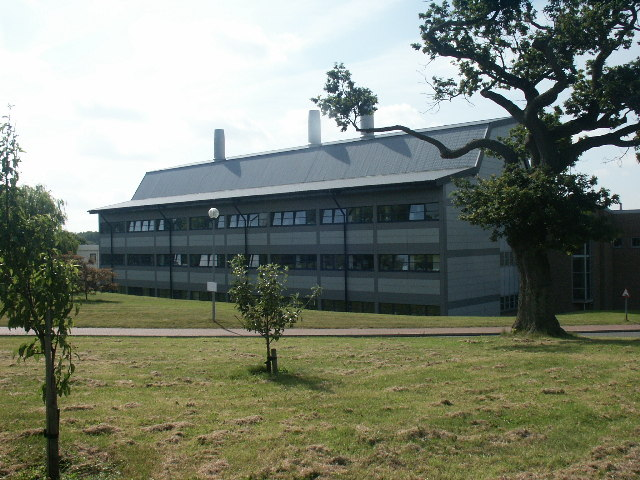

Het John Innes Centre (JIC) is een onafhankelijk wetenschappelijk instituut in de Britse plaats Colney nabij Norwich, dat onderzoek doet op het gebied van plantkunde en microbiologie. Het richt zich zowel op moleculaire, cellulaire als genetische kennis.

## Het instituut
Het JIC werd gesticht door drie organisaties:
- het John Innes Institute (JII),
- het Plant Breeding Institute (PBI)
- het Nitrogen Fixation Laboratory (NFL)

Dit waren voorheen onafhankelijke clubs, die in de jaren tachtig een administratieve samenwerking aangingen en in 1994 uiteindelijk één instituut in één bouwwerk werden. Sinds 1989 behoort het Sainsbury Laboratory in Colney ook tot het JIC.
Op het instituut zijn ongeveer 800 mensen actief in onderzoek en in het opleiden van wetenschappers. Het instituut bestaat uit onder meer kassen, laboratoria, een bibliotheek en een conferentiezaal. Geneticus Chris Lamb is sinds 1999 voorzitter. Hij volgde in 1994 de eerste voorzitter Richard B. Flavell op.

## Financiering
De kosten van het JIC worden voor ongeveer 60% betaald uit belastinggeld. Daarnaast wordt de instelling financieel gesteund door plusminus veertig organisaties, waaronder goede doelen en wetenschappelijke programma's.

## Voormalig voorzitters

### John Innes Institute
- William Bateson (1910-1926)
- A. Daniel Hall (1926-1939)
- Cyril Dean Darlington (1939-1953)
- K. S. Dodds (1953-1967)
- Roy Markham (1967-1988)
- Richard B. Flavell (1988-1994)

### Plant Breeding Institute
- Rowland Biffen (1912-1936)
- H Hunter (1936-1948)
- G. D. H. Bell (1948-1971)
- Ralph Riley (1971- ...)

### Nitrogen Fixation Laboratory
- Joseph Chatt (1963-1980)
- J. R. Postgate (1980-1987)
- Barry E. Smith (1987-1994)